# حكومة عبد الرزاق النايف

عبد الرزاق النايف

حكومة عبد الرزاق النايف (17 تموز 1968 -30 تموز 1968) حكومة عراقية شكلت برئاسة عبد الرزاق النايف إثر الإطاحة بالرئيس العراقي الأسبق الفريق عبد الرحمن محمد عارف بانقلاب عسكري في 17 يوليو 1968، والذي سمح له بمغادرة العراق، وصدر البيان رقم (1) في 17 تموز 1968 بتوقيع “مجلس قيادة الثورة ”  ويقضي بإعفاء الفريق عبد الرحمن محمد عارف من مناصبه وإحالته على التقاعد، وإعفاء حكومة طاهر يحيى، وتشكيل مجلس قيادة ثورة يتولى إدارة شؤون الجمهورية.
وفي البيان رقم 11 الذي صدر في اليوم نفسه ذكر أن مجلس قيادة الثورة اجتمع وانتخب من بين أعضاءه بالإجماع السيد أحمد حسن البكر رئيسا للجمهورية.
في البيان رقم 19 الذي صدر في يوم 17 تموز 1968 كذلك تقرر في مجلس قيادة الثورة تشكيل الحكومة.
أطيح بهذه الحكومة بعد أقل من أسبوعين إثر حركة 30 تموز 1968.

## تشكيلة الحكومة
كانت تشكيلة الحكومة على النحو التالي:
- رئيس الوزراء: عبد الرزاق النايف
- وزير الخارجية: الدكتور ناصر الحاني
- وزير الدفاع: إبراهيم عبد الرحمن الداود
- وزير المالية: صالح كبة
- وزير الداخلية: صالح مهدي عماش
- وزير العدل: مصلح النقشبندي
- وزير التربية: الدكتور أحمد عبد الستار الجواري
- وزير العمل والشؤون الاجتماعية: أنور عبد القادر الحديثي
- وزير الصحة: الدكتور عزت مصطفى
- وزير الثقافة والإعلام: الدكتور طه الحاج إلياس
- وزير المواصلات: محمود شيت خطاب
- وزير الزراعة: محسن القزويني
- وزير الإصلاح الزراعي: عبد المجيد الجميلي
- وزير الأشغال والإسكان: إحسان شيرزاد
- وزير التخطيط: الدكتور محمد يعقوب السعيدي
- وزير الاقتصاد: الدكتور عبد الله مصطفى النقشبندي
- وزير الصناعة: خالد مكي سعيد الهاشمي
- وزير النفط والمعادن: الدكتور مهدي حنتوش
- وزير الشؤون البلدية والقروية: الدكتور غائب مولود مخلص باشا
- وزير رعاية الشباب: ذياب محمد سلطان إبراهيم العلكاوي
- وزير إعمار الشمال: محسن دزه ئي
- وزير الدولة لشؤون الأوقاف: الدكتور عبد الكريم زيدان
- وزير الوحدة: جاسم كاظم العزاوي
- وزير الدولة لشؤون رئاسة الجمهورية: الدكتور رشيد الرفاعي
- وزير الدولة: ناجي عيسى الخلف
- وزير الدولة: كاظم جواد رضا معلة